# 大原大次郎 (架空の人物)
大原 大次郎（おおはら だいじろう、1924年?月?日（初期設定、連載長期化により随時スライド））は、秋本治の漫画『こちら葛飾区亀有公園前派出所』に登場する架空の警察官。主人公・両津勘吉の上司。階級は巡査部長。通称は「部長」または「大原部長」で、作中で単に「部長」と言えば通常彼のことを指す。まれに「大原大二郎」と表記されることがあるが、これは誤りである。
なお、当記事では大原の家族・娘の結婚相手である角田家についても解説する。

## 基本設定

亀有公園にある看板。左上に書かれているのが大原大次郎。

警視庁新葛飾警察署地域課（開始当時は外勤課）員、階級は巡査部長。亀有公園前派出所の所長（1巻では班長と呼ばれている）。初登場は第1巻第4話。第1話、第2話には顔がアドルフ・ヒトラーに似た大原とは別人の「巡査部長」が登場している。普段の一人称は「わし」だが、署長の屯田五目須など上司の前では「私」になる。二人称は両津や本田などの部下の男性警察官には「お前」もしくは「貴様」であるが、妻あるいは娘を除く女性には「君」がほとんどである。
身長は162cm、体重は65kg。公式血液型はA型。また、両津から「大正生まれ石頭」と言われたことがある。
誕生日は10月15日、6月19日、4月14日など話の都合で変化し、作者の秋本も「オープンバースデー制です」と開き直っている（連載初期には欄外に「都合により部長の誕生日が○月○日に変わりました」などと説明されていたが、連載後期には「部長の誕生日は変動制です」や「作者の都合により変わります」などと書かれている）。また、誕生日と連動して結婚記念日も変わってしまった。
年齢は第4巻では53歳だったが、第19巻では55歳になっており、両津には定年間近と言われるなどリアルタイム加齢期の最終期には50代後半に達していた。しかし、第95巻時点では再び53歳という設定になり、連載後期には60歳を過ぎているとの言及もあった。なお、35年後には90代で存命とされている。
アニメ版では初代声優の菱谷紘二が演じていた大原の声は気性が荒く、叱るたびに背景に稲妻や火山の噴火が映り、所外のシーンでは内部に赤い光が見えていた。また、叱った後には胃痛を起こし病院に何度も行くこともあった。後任の佐山陽規が演じていた大原の声は穏やかだが、叱る時に口が極端に大きくなったり、作画によって顔のバリエーションが豊富になっている。時たま叱る時に顔だけ大きくなった事もあり、その際に叱られた両津の腰が折れるほど仰け反り、大原の後ろにいた中川、麗子が驚いていた。また、派出所外に聞こえる場合、初期よりもっと派手になり、窓ガラスや扉、書類の山や机をも吹き飛ばし、または屋根全体にヒビを入れるほどの威力がある。原作以上に人情派で涙もろく、所員（特に両津）を鍛え見守る父性の強い性格になっていき、原作での陰湿な嫌味やモラルに欠いた行動がカットされることも多かったり、両津を必要以上に信頼して認める改変も増えている。
自家用車は日野・ルノー（両津に「鉄のカンオケ」と称された）、いすゞ・ベレル（アニメ版ではフォルクスワーゲン・ビートルだが、どちらも板金屋の従業員の手違いでスクラップにされる）やトヨタ・コロナ（両津に「動く化石」と揶揄されていた）、トヨタ・2000GT（パーツの30%が他の車のものを流用した車）と乗り換えており、新車よりはレストア車を含めたクラシック車志向である。後期は乙産自動車のセダンを中川自動車が改造した4ドアセダン。大原の趣味にあわせ、現代の自動車をクラシック風に改装した特注車だったが、その後OEMで量産され大ヒット車となり、大原は一躍有名人となった。
家紋は「雪輪に笹竜胆」であり、源氏の系統である。下の名前は初登場以来長らく不明だったが、第38巻「わたしが直す!の巻」で初めて明かされた。
嫌いな食べ物は山芋とセロリ。
さらに自分の名前の付いたものが好きらしく154巻「部長ハリケーンの巻」でも中川から贈られた自分の名前の付いた低気圧を見て喜んだ。

### 長期連載による人物設定の変化
連載当初の設定は秋田県出身だったが、現在では東京都大田区蒲田出身となっている。
また、当初は大正13年生まれの陸軍軍人であり、後に警官に転じたという設定であった（部下に厳しいのはそのため）。しかし、連載が長期化する中で明確な生年月日は言及されなくなり、作品中で年齢をうかがわせるエピソードが頻繁に変更されるようになった。具体的には作品初期に両津から「『ぜいたくは敵だ！』『欲しがりません勝つまでは』の世代でしょう！」と揶揄されたり戦中・戦後の食糧難を語る場面があるにもかかわらず、連載末期のエピソードでは戦後生まれであることを示唆している。同様の変更は作品全体で設定変更が行われている。

## 家族
父親は東京大学の元教授（現在は都内在住）。兄（声：小村哲生）が1人いる。学生時代に知り合った妻・良子との間に娘のひろみがおり、最終回時点で、角田英男と結婚して大介、桜、名前の不明の男児の3人の孫がいる。
大原 良子（おおはら りょうこ）
声：柴崎真理
大次郎の妻。ひろみの母で、大介と桜の祖母。几帳面な性格であり、夫の大次郎とは学生時代に知り合い、東急玉川線の200形車内で告白されて結婚した（しかしアニメではチンチン電車の中で出会って結婚した）。両津に対して非常に優しく、「夫は息子がいないから」とそっと告げ、彼を息子のように見ていることを示唆している。大次郎自身も普段は亭主関白を気取っており良子も従順だが、いざという時は強気な態度に出るため大次郎も頭が上がらない。両津と喧嘩をした大次郎を二人まとめて締め出したことがある他、山形出張を偽って京都祇園祭で夫と鉢合わせした際も問い詰められていたが両津が「祇園祭を見たいから山形出張を無理矢理京都に変えてもらった」と助け舟を出している。惚れた弱みもあるらしく大次郎が妻に送ったメールは、かなりベタ惚れであることがうかがえる文面であった。
角田 ひろみ（かくた ひろみ、旧姓：大原）
声：日高奈留美（第1話 - 第33話）→森谷密（34 - 128話）→寺田はるひ（第129話 - ）
大次郎の娘。連載当初は大学生として登場し、その後24歳の時にコンピュータ会社勤務の角田英男と結婚する。名前の由来は、作者がファンの太田裕美から。登場時の愛車はスプリンターリフトバックだったが201巻に登場した際にはBMW・MINIに乗り換えている。初登場時は一時停止違反で交通事故を起こしたのを両津への色仕掛け（あるいは天然）で切り抜け、挙句の果てに派出所で酔っ払ったところを大次郎に見つかるという、頭の軽い女子大生といったキャラクターだったが、それ以降は落ち着いた女性へと変化している。1996年当時、ニフティサーブに参加していた。原作・アニメ版でも話によって父親の大次郎を「お父さん」もしくは「パパ」と呼んでおり、呼称が一定していない。両津は新卒以来、大次郎と関わりがあるものの、ひろみと出会ったのが彼女が大学生の時（大次郎が中年の時）なので、長い間大次郎の家族と接触がなかったことになる。両津が大原家での新年会を荒したことも知らなかったため、その際は不在であった模様。原作・アニメ版でも両津は大次郎の娘であることを知らずにひろみに対して鼻の下を伸ばしている。大次郎が人気アイドルグループの『SMAPI』のサイン色紙にお茶をこぼしたことで、大次郎からの電話を切ったり、大介を大次郎に合わせなかったりするなど、父との仲が険悪になったことがある。アニメ版では両津たちと知り合いになったのは、両津たちが大次郎の家に誕生日を祝いに行くことになった時がきっかけであり、大学生ではなく性格も原作の途中からのまともな性格になっている。結婚後も「大原ひろみ」と紹介されることも多い。
角田 英男（かくた ひでお）
声：堀米聰
ひろみの夫で外資系コンピューター会社に勤めるサラリーマン。東京大学卒。名前の表記は時々「英夫」「英雄」になるなどはっきりしない。初登場時には、ただのチャラチャラした男だったが、その後は真面目な人物になっている。初登場時は両津の言ったでたらめによって両津がひろみの父だと思い込んでしまい、無理難題を突きつけられ大変なことになった。160巻で大原の自宅を訪ねた際には愛車として3代目アウディ・A6アバントクワトロslineを、196巻で大原の自宅を訪ねた際は4代目アウディ・A6セダンクワトロを所有していた。
アニメ版では初登場時から真面目な人物になっていて、ひろみとは学生時代からの知り合いという設定になっている。アニメ版第35話「部長の目にも涙」で当初は大次郎にひろみとの結婚が反対されて大次郎から避けられていたが、その後、結婚式の会場に駆けつけた大次郎に謝罪され、「娘を、頼みます……!」とひろみの事を託された。
角田 大介（かくた だいすけ）
声：並木のり子
ひろみの息子（長男）で、大次郎の孫である。初登場は第40巻。通っている小学校はオリンピック選手や相撲取り、日本画家、作曲家、大学の教授などの子供も通う有名校である。初登場時は赤ん坊で最終的に小学6年生になった。趣味はゲーム（パソコンゲームをしたり、ポケットモンスター緑で140種類のポケモンを集めたりしている）。趣味がゲームという理由で両津と仲がいいが、ゲームの嫌いな大次郎はそのことを複雑に思っている。アニメ版では勤務中にゲームばかりしていた両津にゲームは禁止だと言って彼からゲームを全て没収して処分した直後の大次郎に将棋のゲームをプレゼントし、そのため大次郎はそのゲームにハマり夢中になってしまった（その事が両津にバレた際には彼によって将棋のゲームを遠隔操作でメチャクチャに改造されてしまい、最終的には屯田署長から叱責される羽目となった）。18歳未満販売禁止のゲーム『コール・オブ・デューティ』を屯田の孫と共にプレイしていたが、大次郎は何も注意しないどころか、両津に大介と屯田の孫を（ゲーム内で）護るように脅していた。また、この話では「大原大介」と名乗っており、単行本でも修正（平成23年7月～9月版で角田に修正）されていない。成長描写が明確で、赤ちゃん→小学生→中学となっている。大介はひろみとともに年をとるキャラクターであるが、その後再び小学生風に戻り各種のお願いを大次郎に頼んでいる。
アニメ版では僅かに年をとっていた。英男によると、名前の由来はひろみの旧姓・大原からとったという。
角田 桜（かくた さくら）
声：なし
ひろみの娘で、大次郎の孫である。初登場は第61巻。初期の作品では読みは「さくら」でも、「桜子」と表記したり、読みも表記も「さくらこ」「桜子」となっており、はっきりしない。両津は桜の面倒を見たこともある。スポーツ世界記録保持者の子供も通い、体育会系のマッチョな教師ばかりが勤務するインターナショナルスクール付属の保育園（あるいは幼稚園）に通っている。保育園児もしくは幼稚園児の設定だったはずだが、急に赤ちゃんになったりしている。
アニメ版では、誕生した際に中川、麗子、寺井がお祝いにきたとき、両津から「サクラちゃんおたんじょうおめでとう」のメッセージ入り花火で祝福を受けている。
角田家の次男
ひろみの息子（次男）で、大次郎の孫である。名前は不明。明確な年齢は不明だが、まだ乳幼児。第160巻「私のケータイライフの巻」、第175巻「鑑定士大原部長の巻」、第196巻「妖怪言い訳小僧の巻」で登場したほか、第189巻「家族ロボの巻」では両津が大原家ロボの1人として彼のロボットを作っている。作中で誕生や存在について触れられることはなかったが、第200巻特装版付録「こち亀超書」において、ひろみと英男の次男で大次郎の3人目の孫である事が明記された。
アニメ版では未登場。

### 自宅
連載当初は千葉県市川市のごく普通の一軒家に住んでいたが、その後はバブルで土地が高騰したため大原は当時の自宅を売って得たお金で新しい家を「千葉県時空ヶ原大字度田舎」（最寄り駅は私鉄さいはて駅・架空の地域）に建てて住んでおり、庭も遥かに広くなっていて池つきの邸宅（アニメでは上記のことはなく当初からこの家に住んでいる）になっており、鯉を飼っている。通勤は地下鉄・JR・私鉄・バス（さいはて線・時空が丘バス停）を利用している。この自宅は、両津に何度も破壊されている（時には別の場所（メキシコ・砂漠など）へ運ばれるなどといったケースもある）。そこは周りに人家がなく、旧式のボンネットバスが通っている。ここが本当に東京都の隣の千葉県かと疑われるほど人里離れた場所であり（両津曰く「キングオブ・僻地（へきち）」だったり、鉄道が全く通っていなかったり、かつては恐竜が出没するようなジャングルだったりする）、交通が非常に不便で、通勤には2〜3時間もかかるという。一時期、住所が駅前の一等地になったり、マンションの屋上になったこともあるが、騒音などの問題で後に現在の場所へ移動した。また、誕生日の祝いに部下の中川圭一からプレゼントされた安土城に住んだこともあったが、大原自身と中川グループの不手際により、城はその日のうちに全焼した。近くにキャンプ場があり、婦警の話ではマスコミに取り上げられており、ブームスポットへと変貌を遂げたこともある。
大原宅周辺が急に都市化して繁華街になってしまい、大原は自然を求めて福島県に引っ越したが、さらに通勤が大変なため、今度は派出所の裏の亀有公園に引っ越したというエピソードがある。しかしその後は大原が亀有公園に住んでいる場面は1度も描かれず、第175巻からは大原宅は再び人里離れた水田地帯の中に建っている。小説版では一時期中野に住んでいたが、両津のせいで千葉県に引っ越したという設定がある。
自宅は原作では平屋建てで描かれているが、アニメ版では2階建てとなっている。

## 人物像
両津との出会いは自身が巡査長であった頃、両津が後輩の巡査として公園前派出所に配属された時だった。第152巻での新エピソードでは（書類の手違いが原因とはいえ）自身が自ら両津を公園前派出所配属に要請して迎えた。また、自身は巡査時代だった昭和30年代にタイムスリップしてきた両津と山田警察署で出会っている。
アニメでは、中学生時代の両津達が起こした勝鬨橋の開橋事件で両津に偶然会っており、上げられた勝鬨橋から隅田川に転落する憂き目に遭っている。さらに両津たちは警察から逃げて未解決事件となったため、大原自身に遺恨を残すことになった（その時本人は知らなかったが両津の思い出話を聞いて分かり、激怒している。それに対し両津は「もう時効ですよ〜！」と叫んでいた）。
頑固かつ非常に真面目であり、他人にも自分にも厳しい性格。それゆえに職務に対する責任感は人一倍強く、両津にとっては最も頭が上がらない人物である。
両津の遅刻や寄り道などのいい加減な仕事ぶりや私生活に加え、金儲けのためなら手段を選ばず何でも商売にしてしまう等、警察官としての自覚に欠ける行動に腹を立てては「バカモン！」、「コラ、両津!!何をやっとるか!!」などと事あるごとに厳しく叱っている。両津が命令したことをすぐに実行しなかったり、言い訳を含めて反抗的な態度をとった場合に、解雇や減給をチラつかせて脅かしたり、実力行使に出ることも多く、体罰を加える場面は頻繁に描かれる。両津も基本的には説教を真面目に聞き叱られたその日はきちんと仕事をするが、あまりに理不尽だと判断した場合は反論・反撃することもあり、初期ではかなりの死闘を演じたこともある。名家の跡取りである中川や麗子に対しても特別扱いをせず1人の警察官として評価しており、彼らと両津の仕事ぶりを比較して小言を述べる時もしばしばある。しかし両津が出張時などで派出所を空けると、口では喜ぶ反面落ち着かなくなってしまい、その結果ストレスがたまって些細なことで中川や麗子を叱るようになったり、最初こそ、「それにしても、うるさい両津がいなくなって静かになったな！」と喜ぶも、いざいなくなって静まり返った感じを見て「本当に静かですね」とぼやく中川に対し「いつもしゃべってるようなもんだ。どうせずる休みだろう」と発言したこともある。寝言でも両津に小言を述べたり叱ることもあった。また、両津が生活苦で競馬の予想屋をやっている事に腹を立てた際に、「制服姿で予想屋などをやるんじゃない！そんなに馬が好きなら警視庁の馬の仕事をしろ！」と両津に警視庁の馬の世話を命じたところ、結構続いていた理由に関して「先輩が世話をしている厩舎の馬たちが元競走馬だと知って非常に喜んでたそうですよ。」という中川の話を聞き、「あいつらしい天職だし、そのままずっと向こうにいてもらおう」と言ったこともある。警察官になってから一度も始末書を書かされたことがないと本人は語っているが、アニメ版では両津とのゲーム対決に夢中になって女子更衣室を覗き、始末書を書かされたことがある。
両津によって酷い目に遭った時には、「両津はどこだ!」「両津のバカはどこだ!」と叫びながら、両津を探しに派出所に怒鳴り込み、他の署員が「～に行きました」と返事をするのがオチになる回が度々ある。最初は警官姿に二丁拳銃だったが、徐々に軍服姿で機関銃やバズーカ砲、両手に日本刀に武者姿とエスカレートし、100巻以降は戦車や自走砲、騎乗し抜刀した日本兵や武者などで派出所を破壊しながら乗り込むようになった。最終巻の200巻では、重武装のロボットに扮した。なお、アニメ版ではそのシーンがあるのは1度のみであった。
上記の点から両津との関係は対立が多いようにも思われるが、彼に振り回されることが多い一方で、銀座署やさいはて署に飛ばされた両津を心配してわざわざ様子を見に訪れている（ただし刑事課に異動した時は特に心配していなかったが、南部が殉職しないで、両津が殉職してくれたら良かったとぼやいている）。仕事以外でも彼と意気投合して一緒に飲みに行ったり、休憩時間（勤務時間中でも）に一緒に将棋を指したり、やむを得ない場合に限って金を貸したり。両津に機械やプラモデルや模型制作や修理、衛星放送の取付設置を頼んだり、2人で旅行に行ったこともあるなど、私生活でも両津と行動を共にすることがある。ある時は両津の将来を心配して貯金を勧めたり、一緒に会社やホテルを経営したり、見合いの世話をしたり、アメリカの常識を教え込むなど親身になって面倒を見ていることもあり、関係は良好である。実際、大原以上に両津を抑えられ、なおかつ大原以上に両津を信頼している人間はいないという。一方の両津も「几帳面でチェックが完璧。部長の完璧主義の御蔭で安心してサボれる」と仕事ぶりを絶賛したり、「部長さーん、カワイイ部下が上司を慕ってきました」と言って大原宅に御馳走に来たり、飲みに誘われると真っ先に手を挙げたり、娘・ひろみの新居へ2人で遊びに行き「ああ今日は実に楽しかった」と感想を述べている。大原が若者に馬鹿にされた時も、両津は真っ先にその若者の胸倉を掴み、ビビらせたことがあるなど、滅多に口にはしないものの、大原の仕事ぶりと人となりを尊敬している。アニメ版では大原と揉めて関係がこじれてしまった際に、麗子達から陰で両津のために尽力していたことを聞かされて考えを改めた両津が大原の気持ちに応えようと奮闘する場面も多く描写されている。
一見頑固者で亭主関白のイメージが強いが、実際はややかかあ天下である。妻に「山形へ出張に行く」と言って京都に行き、祇園祭で妻と出会ってしまった時には問い詰められたが、両津が大原と一緒に行きたいと言って助けてもらったこともある。両津と大原宅で喧嘩した際には2人とも追い出されて、両津の部屋に泊まる結果になっている。
いざという時には両津を庇うことも多く、両津が警察官として適格であるかどうかを試す目的で行われたマネートラップ（道路に置いてある10万円の札束を両津が横領した場合には不適格と見なされる）では、10万円に手を付けそうに見えた両津を麻酔銃で撃とうとしたスナイパーの前に立ちふさがり、「撃つな」と叫ぶシーンもあった。実際に、両津は10万円に手を付けるよりもトラックに轢かれそうになった子犬を助け、警察官として適格であると認定されることになった。しかし、実はその子犬は迷子で15万円の懸賞金が出されていたことが後に発覚し、両津は懸賞金目当てで子犬を助けたに過ぎないことが判明し、ビデオを使った更生プログラムの再受講を課せられる。アニメ版では両津が幼なじみの村瀬賢治を見つけた際に両津に説得を任せて自首に成功させた後、刑事や屯田に咎められた際にも辞職を覚悟の上で「村瀬を信じてやればいい。お前と一緒にいるおかげで、辞表は書き慣れている！」と両津を諭し、約束を守った村瀬が出頭した際には感慨深い表情を浮かべていた。両津が銀座の交番に転勤してからしばらくして様子を見ようと訪ねた際、不運な事故から彼に責任が問われることとなってしまう。その交番の部長がそれ以上に「両津が自分の顔に泥を塗った」ことを怒り、なだめた大原に対して教育が悪いと嫌味を述べたが、大原はそれを受け入れた上で「両津の人間性にもいいところがある」と語り、「口先だけの教育よりも、（警察官として）よほど役に立っている」と真っ向から跳ね返して銀座の部長を黙らせた（ただしコミックスでは、両方の部長とも事故から逃げ出し結果的に両津に責任を押し付ける形となった）。
2人の争いは羊羹の多い少ないや宝物にしていた趣味道具が壊れた際の責任のなすり合いなどいい年をして子供っぽい意地の張り合いが大半で、その結果周囲に呆れられたり多大な損害を与えてしまうことも数多く、中川や麗子、寺井などに両者共なだめられたり、署長室で屯田に2人揃って大目玉を食らわされることもある。中には両津に地獄を占領された閻魔大王や惑星を占領された宇宙人までもが大原に助けを求めるほどである。そのため、大原の出世は両津のせいで妨げられていると言われている。その傍証として、中川のテレビゲーム会社が作成した人生シミュレーションゲームによると、もし大原が両津と出会っていなければかなりの高確率で署長（警視正）にまで昇りつめていたことが分かっている。しかし、別の派出所に一か月だけ班長代行として赴任した際に大原は「本来の手腕が認められ出世できるかもしれない」と考えていたが、両津より若い部下のマイペースぶりに苦戦したため、予定通り公園前派出所に戻り特に変化はなかった。この時大原はその派出所の部下を「常識があるどころか常識知らずの若者ばかりだ」や「口の利き方も知らない連中だ」と嘆いていたが、その若者警官の憧れであった葛飾署ナンバー・ワンの問題児・両津を大原が一喝した時、それを見ていた若者警官が大原に感服してしまったこともある。
前述の通り、大原は「両津が最も畏敬の念を抱く存在であり、両津の破天荒な行動に歯止めを掛けることが出来る人物の1人」でもあり、署長の屯田は「両津を調教（指導）出来る唯一の人物」と大原を評し、両津のお目付役を任せている。
ニコニコ寮の改修工事中、両津から懇願されたので生活面の指導を兼ねて約1か月間自宅に居候させて一緒に暮らしていた時期がある。その折、妻・良子は両津に、「うちは一人娘だから両津さんが息子みたいに思えて、本当は内心喜んでいたのよ」と語っている。
基本的に両津、中川、寺井など男性署員に対する二人称は「お前」もしくは「貴様」、麗子など女性署員には「○○君」と呼ぶが、両津の行動に激怒した際に「貴様」を使うことがよくある。また、同じく怒らせたときには嫌味っぽく「両津君」と呼ぶこともある。その時の、二人称は麗子などの婦人警察官と同じく「君」である。また、素性を知らなかったとはいえ両津が警視総監など目上の人物に無礼な態度を見せた時には「この方をどなたと心得る!」というセリフを使うこともある。また、助けを求める時には「両津君、頼むよ」ということもあったり、両津の丁寧な説明を聞いて敬語で返したこともある。
両津の無知や無謀に対し嫌みを言うことが多く、両津からは「いやみ大原」と陰口を叩かれている。またこの嫌みで激怒した両津が大原を見返したい一心で凄まじい成果を上げ、結果大原が逆に見下されることも多い。
両津達が警察官としての活躍で手柄を立てたり、見返りを求めずに善行を働いた際は180度態度ががらりと変わり、彼らをやたらと褒めちぎり、自らが上司であることをひけらかす場合が多い。また、両津を罵倒した発言を結果で見返されると「ほんの軽い冗談じゃないか」と遠まわしに謝るなど、お調子者の所がある。
アニメ版最終回（第344話）「さよなら両さん大作戦」ではいつものように遅刻をしてしまったにもかかわらず白を切る上に無理筋な弁解をする両津に腹を立て「バカモン！！いったい何度遅刻すれば気が済むんだ！真面目に働く気がないなら仕事など辞めてしまえ！」といつも以上に叱責する。さらに寺井が休憩中に両津の分の三角屋のたい焼きを買い忘れて拗ねる両津の意地汚さに「いい加減にせんか！仕事もまともに出来ん癖して食い意地だけは張りよって、そんな人間にたい焼きなどやる必要はない！」と批判。「そこまで言うことはないじゃないですか！もう少しわしを大切にしてくれても…」という両津の抗議にも一切耳を貸さないどころか「ふざけるな！仕事ができないだけなら未だしも、毎度毎度トラブル起こしおって！何故そんなやつを大切にせにゃならんのだ！お前がいなくなったところで誰も困りはせん！いやむしろ、いない方がこの派出所は平和なんだ！分かったかこの大バカモンが！！」と怒鳴り返した。しかし翌日以降まじめに働き、制帽以外の身だしなみを正して周囲にも謙虚に振る舞うようになった両津の姿を見て、最初は「どうせ3日と続きはせん」と信用していなかったが、半月以上と予想以上に継続していたため驚きつつ、少しずつ彼を見直すようになった。数日後、屯田に呼ばれて葛飾署に赴いた際に両津が本庁に栄転するニュースと経緯を警視総監からの直々の電話で聞き、驚きを隠せなかった。その後、派出所でこのことを一同に話し、喜んで送り出してやろうと考え、パトロールから戻ってきた両津に一同で祝福した後、「お前がこの派出所にいられるのもあとちょっとだ。その席で残りの仕事を片付けていきなさい」と机の再使用を許可したただけでなく、その日の勤務終了後に激励した際には、両津に「わしは幸せ者です。部長みたいな人の下で働けたんですから。今のわしがあるのも部長のおかげです。部長の恩は決して忘れません。」と返答された後、「でもねぇ部長、本当はちょっとホっとしてるんじゃないですか？わしのようなお荷物がいなくなって…。」「わしがいなくなった方が派出所は平和なんでしょ？」等と皮肉を言われた。その際は「馬鹿言え。わしは断じてそんなこと…」と弁解している。翌日、派出所のメンバーに「ついこの間まで手のかかる子供のようだったのに、急に大人になってしまったようでな。そして、この派出所を巣立っていくんだと思うとなんだか急に寂しい気持ちになってしまってな」と両津との別れを惜しむ悲しみを涙ながらに語っていた。翌日に開かれた両津の送別会では、最後に「両津、お前ともとうとう別れる時が来てしまったんだな。思えば、出会ったその日からずっとわしは、わしはお前のことを息子のように思っていた。お前がいなくなると寂しくなるな。だが、お前とは数えきれない程の思い出がある。だからわしは大丈夫だ。お前も勤務先でしっかり…しっかりやるんだぞ……!」と別れの言葉を送り感極まっていた。しかし、本物の警視総監によって両津の転勤の件が嘘だったと聞かされた直後には、送別会に参列した人々と一緒に、これまでにないくらいの怒りを両津に大爆発させた。その後の最終回（第344話）のおまけでは両津に大切なご挨拶があるから遅刻しないように厳命したが、寺井から「まだ来てないですよ」と言われて心配していた。大原は「遅刻だな。あれほど約束したのに……」と来ないことに怒りをあらわにしていたが、その直後に自転車に乗った両津や他の人たちと一緒に派出所に勢いよく突っ込んで派出所が半壊する。両津は「遅刻じゃないですよね？」と言った際に大原は両津の服をしがみついて「今日は大切なご挨拶がある日なんだぞッ!!何だこの騒ぎは!?」という発言を受け「分かってますよ、ちゃんとしますってェ～!!」と両津は言った。そしてとりあえず気を取り直し、両津が「みんな、8年間どうもありがとう。またどこかで必ず会おうぜ！」と言ってから視聴者に「さようなら～!!」と全員で感謝とお別れの挨拶をした後に派出所が全壊して両津に「で、この後始末はどうするつもりだ？」と問い詰めるものの、「あぁ!?決まってるじゃないですかッ!?中川、麗子、寺井、後は任せたッ!!」と中川と麗子と寺井に任せて逃げた両津に「バ、バ、バ、バカモーン！」と怒鳴りながら追いかけ回し、両津は「バイバーイ！」とにこやかに視聴者に挨拶をしてハッピーエンドとなった（本放送のみだが、DVDや地方局の再放送は未収録）。
これ以外でも、両津が絵崎の発明品や性格の一時的な変化などの影響で職務態度を含めた素行の改善が見られた際には、違和感を覚える麗子達とは対照的に、態度を改めたことを喜ぶ描写が多かった。さらに、大原自身の勤続35周年記念のプレゼントとして胸像を送られたときも両津の「実はもう1体あります。私のお金で作り直したんです。別の胸像は私の部屋にあり、それに見られてると感じ毎日自分に言い聞かせて仕事をしております。」という発言を聞き、「おお、立派になったな。そんなお前がわしにとっての最高のプレゼントだよ。」と言って喜び、両津も「いやぁ、恐縮です！」と返答していた。
劇場版第1作終盤には、爆弾を空中で安全に爆発させようとする両津が敵の飛行機に爆弾ごと激突した際、彼の殉職を予感した周囲の中で誰よりも悲しんで絶叫していた。さらに、劇場版第2作でもトラブルを起こす両津に対して終始見下す態度をしていたが、ハワイに置き去りにした時はさすがにやり過ぎたと反省し（当初は無期懲役だが帰還したら減刑に書き直そうとするほどだった）、終盤で両津が見事タイガーのUFOの暴走を食い止め、タイガーを倒した時は彼を見直した。
両津がニセ最終回（69巻7話「両さんメモリアルの巻」）において「立つ鳥跡を濁さず」との理由で中川達にプレゼントを渡し、大原に感謝の言葉を述べ、別れの言葉を言って派出所を巣立った際、星逃田らと共に困惑していた。しかしその直後にすぐに戻ってきた挙句「わたくし、両津勘吉はより長い旅からパワーアップして帰ってきました！心機一転でリフレッシュ！タイトルも新しく「こち亀Z」なんちゃって！」と開き直ったため、大原たちは憤慨して「ふざけたやつだ！お前などもう出なくていい！ほかの漫画に行っちまえ！紛らわしいことしやがって！」と両津を『ドラゴンボール』のナメック星に飛ばした。
両津に強制的に貯金をさせたときは、両津がネットで合法的に儲けた金を管理している。しかし、その金のうち250万円を横領して自分の趣味に使った（本人は「子供のお年玉を父親が借りるのと同じだ」と思っていたらしい）。横領は両津の人脈のお陰ですぐにバレたが横領罪として告発されず、両津の金で買ったものを全て没収されることで許されている。似たような話では、金融会社から間違って振り込まれた大金を両津が返済するはずだったが、その金を大原が一時預かることとなったが、その金を使って知り合いの骨董屋から骨董品を買うのに使ってしまった。しかも骨董品はすべて贋作であり、両津から金に汚いダメ人間として嫌みを言われた。
両津に指摘された通り、話を聞かずに一方的に話を進めてしまったので、盛岡からのタクシー代18万円を支払う羽目になった。
また、両津が意図せずにラジオ番組に出演したことで人々に迷惑をかけた時は「少しは反省しろ！」と怒鳴り、さらに両津の言葉を真に受けて自殺しようとした犯人に対し「自分の責任を他人のせいにしやがって、いい大人のくせに子供のように甘えるな！人生にはつらいこともあれば悲しいこともある。だからって人を恨んでなんにもならないだろ。つらくてもまた1からやり直せばいい。それが大人ってもんじゃないか？」と説得し改心させたこともある（なお、ラジオ局や聞いていた人々は演技と勘違いしていた）。
アニメ版では出世して本庁へ栄転することが決まったこともある。両津が大原へのプレゼントの刀を誤って壊してしまい、代わりの日本刀を造り上げた。その日本刀で大原が皆の前で素振りを実演したが、非常に鋭利な刀が故に素振りした時の真空波でかつしか署を真っ二つにしてしまったので無効となってしまった。さらに、護送していたビル荒らしを取り逃がしたことで両津とともに警察官をクビにされたこともあったが（署長の計らいにより自宅謹慎であったことにされていた）、この時は以前逃がしたビル荒らしを捕まえたことによって屯田から職場復帰を認められた。また、大原自身も両津や派出所メンバーと共にさいはて署に左遷されたこともあり、小町と奈緒子から金をせびる両津をガソリン給油所に投げ飛ばしてガソリンを大放出させ、葛飾署爆破の原因を作ったことがある。さらに、自分が悪い立場になると、両津に当たろうとすることも結構多い他、早乙女が両津を怒らせた時なども早乙女ではなく両津の責任にしたり間違いがあっても両津に謝罪をするどころか責任を取らせる事もある他、汚れ仕事を両津に押し付ける事もかなり多い。
「たとえどんな理由があろうと、警察官が暴力を振るってはいけない」をモットーとして暴力沙汰を起こしてしまった両津を怒鳴り散らし、反省文を書かせるために彼の言葉が身に染みてわかるまでに謹慎処分を下したこともあったが、その言葉は彼が巡査時代に指名手配犯を逮捕して殴ろうとした時に、未来から来た両津に教えられたものである。
第140巻以降、出番が少なくなりつつあり、始めやオチなどで1コマや2コマだけの登場で、セリフも1つや2つだけの登場が多くなっている。さらに新型コロナウィルスの影響で屯田とともに自宅でリモートワークをしていたことも中川の発言で明らかになった。
コンビニ派出所でコンビニに派遣された時はコンビニ勤務に順応しており、未成年者の深夜入店を規制し、いわゆる「エロ本」を撤去させた上にアルバイト店員に接客態度や商品の入れ方をレクチャーしたり、買い物客であるガングロギャルの身なりや態度を叱り更生させる、覇気のない人間に活を入れるなど、「説教も売るコンビニ」ということで順調であった。また、両津のことを人一倍に心配する、「喧嘩するほど仲がいい」を体現したような関係である。
自分が高齢による老いで警察官を退職しようと考えたこともあったが、両津達の後押しと犯人逮捕により、思いとどまった。その後、エピローグで電車で金儲けをしようとした両津に稼いだ金額の全額返金を厳命した。

### 両津の大原への評価
- いい加減な手持鹿部長代理よりも、几帳面でチェックが完璧でガミガミ言い叱りながらも全部やってくれる大原を信頼・尊敬している。
- 「マイホーム主義者」「歩く不動産屋」とも言っている。
- サボり、アダルトビデオ鑑賞、花札行為やプラモデル作りなどは大原がビシッと仕切って遣り繰りしてくれているからできる芸当と言っている。また、大原からガミガミ言われながらこそこそとプラモデルを作るスリルと楽しみがあるとも言っている。
- 大原の欲しがっている物や、大原が誰かにプレゼントしようとしている物は長い付き合いからか熟知している[注 39]。
- 心の鍵が「閉鎖」と「開放」の2つしかないので、人を見る目がないと評している[92]。
- よく説教をしたり趣味を語ったりするため、おしゃべり好きな性格だと言っている。
- 両津が運営しているサイト「ギザマニア」が登場した時、「人生設計わしよりもしっかりしている…」と呟いている[82]。
- 両津自身も大原が危機に陥った場合には無償で助ける事もあり、麗子の誕生日プレゼントを用意するためにアルバイトをした時も大原に何か資格を持っているか確認を行い、何も持っていなかったので両津は大原にコンビニやビルの清掃員などのバイトを紹介し最後まできちんと面倒を見てやりかたをきちんとレクチャーしたが[注 40]、接客系は若者の暴言に対して激昂したため即クビになり、ビル清掃などの技術系も満足にこなせないなど、定年を迎えれば再就職は絶望的で将来的に「何もできない人間になる」と言っている[93][85]。
- 犯人逮捕にも絶妙なコンビネーションを見せている。大原らが説得中に両津が屋根や下水から犯人に近付き逮捕している。また若手にもその様に指導している。

### 趣味
趣味は、盆栽・囲碁・将棋・ボウリング・錦鯉や熱帯魚の飼育・時代小説や時代劇の鑑賞など多数で、漢字や日本史の知識を豊富に持っており、基本的に日本文化を好む傾向にあるが、漫画・アニメ・ゲームなどのサブカルチャー全般に対しては強い否定の姿勢を示している。カラオケの十八番は大川栄策の「さざんかの宿」で、「武田節」も歌う。その他、軍歌も得意な模様。学生時代はオートバイを乗り回し、青春を謳歌していた。後期では骨董品の収集・鑑賞を趣味にするようになったが贋作を何度も買わされ大金を失っている。
- 城のごく一部分の写真を見ただけでもどの城か瞬時に判別できるほどの城マニア。一番好きな城は安土城だと語っている[94]。「足多野城 段平（あしたのじょう だんぺい）」という別キャラの名で、両津達に城についての講義をしたこともある。
- 山本富士子のファン。映画は小津安二郎監督作品を好み、テレビは基本的にニュースや演歌番組、時代劇くらいしか観ない。そのため現在の芸能界に疎く、アイドルなどの知識は皆無である。そのことが災いして、アポなしで芸能人が一般人の家に泊まりに来るテレビ番組の企画により、世界的に有名な男性アイドルが大原の自宅に来た際、そのファッションや彼が身分証明に歌った所属グループのラップ調の歌が気に食わず、終いには「日本人なら演歌を歌え」と怒鳴りつけて追い返してしまう。後日、それが「面白すぎる上にありえない行為のシーン」として番組内で使われたことにより（大原の顔にはモザイクがあり、次に訪れた家の主人は何の抵抗もなくアイドルを泊めていた）そのシーンが全国ネットで放映され、彼のファンだった孫や婦警たちの反感を買ってしまった上に孫の影響でそのアイドルを知っていた屯田からも窘められ、深く落ちこんでしまった。その際、両津の勧めでアイドルのことを一生懸命勉強するようになり、渋谷の若者ともため口で話せるようになったが、数日後に家に忍び込んできた青年の泥棒を、再びテレビ番組の企画で来たアイドルと勘違いし、快くおもてなしして家に泊めてした挙句、家に保管していた200万円を盗まれるという被害に遭った[注 43][92]。
- 剣道5段・柔道3段の有段者でもある。もともと日本の警察では剣道と柔道の訓練が必須であり、剣道と柔道の有段者であることは警察官として当たり前の資格だが、特に剣道の実力は葛飾署の中でも指折りである。剣道の真剣勝負となれば両津も歯が立たない。一度両津が勝ったことがあるが、その際は理性を失いかねないほどの怒りによって両津を一方的に追い詰めた。
- 書道の有段者ともされているが、大原がある書道の展覧会に入選した時には、審査員の手違いで中学生の部に入れられていたことが会場で判明し、両津たちの目の前で入選を取り消されて恥をかいてしまったことがある。また両津からもらった100万円の硯（実際は両津が10万円で買った）を割ってしまい中川に連絡、両津に伝わり不利な立場になってしまった。
- 初期の頃は昔の両津同様ヘビースモーカーで、1日に40本を吸うほどだったが、34巻2話「お体大切に…！の巻」での人間ドックを受けたことを切っ掛けに禁煙を開始し、34巻3話「煙はEなもの!?の巻」で両津が禁煙するよりも一足早く禁煙している[注 44]。
- 磯鷲早矢の影響で弓道を始め、日々上達している[35]。
- 携帯電話など新種の機器については非常に疎い。勤勉な性格ゆえ、真剣に使い方を覚えれば容易に使いこなせるようになるが、充電を忘れての電池切れなどといった初歩的なミスを犯しやすい。パソコンに関しても以前は初歩的な用語も理解できなかったが、両津や中川などパソコンに精通している人物が身近に多いことから、現在はある程度の知識や操作方法を身に付けており、自宅にもパソコンを置いている場面がある[82]。
- しかしその反対に乗り物の運転は巧みで、オートバイやパトカーはもちろん、場合によっては武装ヘリや戦車の操縦までこなす。ただし免許を持っているかどうかは不明。また、馬に乗ることもある。
- 両津に（テレビ）ゲームは「全て下らない」と言うが、将棋のゲーム[95]や孫の育成ゲーム[96]、釣りゲームにはのめり込んだ。（ステルスゲーム系統の）忍者物にも両津より遥かに上達するほどはまることもあるため[97]、基本的に自分が好きなジャンルにはとことんはまる性格と言える。また、孫の大介に頼まれたことがきっかけで『ドラゴンクエストIX 星空の守り人』のすれちがい通信にもはまり、自らを「すれちがいの達人」と称したほどである。その後引き続きすれちがい通信を行うため、自分用のニンテンドーDS本体とソフトを購入した[注 45][98]。
- サバイバルゲームのことを「兵隊ごっこ」と評しており、サバイバルゲーム用の野戦服を見て、両津が説明しているにもかかわらず「ふざけるな」と一括したことがある（中川と両津曰くあの戦争を思い出すから）。しかし戦国仕立てのサバイバルゲームをすると聞き、通販で買った本物の鎧を着て両津の相手のチームの大将となるものの、両津の攻撃で角が折られてしまい激怒し、挙句の果てに時代劇の撮影で使われる本物の刀を持ち出して両津を斬りつけた。しかもその後、その鎧が実際はプラスチック製の偽物と知り、落ち込んでしまう[99]。また、武装お仕置きでは現代の軍服から旧日本軍の軍服、騎士や武士、僧兵に扮して機関銃からなぎなた、レイピア、刀と盾といった武器を持つこともある。
- 漢字テストでの勝負やハーフパイプリングで両津には負けたくないと思っていたことから、勝負事では両津にだけは負けたくないと思っていると言える。
- 漫画も下らない読み物だと評していたが、中川の恩師・絵崎教授の漫画論を聞いて、両津勘吉の勧める漫画作品（『天才バカボン』、『火の鳥』など）を全て読破したこともある。この直後、両津に活字文学を推薦し冷や汗をかかせた。
- 趣味の集まりでは頼られることが多く大見得を切って、寺院や帆船や城の模型作りにも挑戦したことがあるが、最終的にはいずれも両津に頼って失敗した[注 46]。これらは「普段遊んでばかりいる両津のやっていることだから大したことはない」という甘い見通しが原因となることが多く、自分には無理だと両津に泣きつくこともあるが、後期には労力や制作時間を考えずに丸投げしたり、最初から金で釣るようになる。同様に孫の大介や桜に頼まれた場合も「子供のやることだから」と内容を理解せずに安請け合いして困ることが多い。
- 新人歓迎会の二次会でボウリングに行き、高スコア（180点）を出したことからボウリングにはまり、マイボール・マイシューズは勿論、自宅に50万円を投じてボウリング#レーン（中古）を建設した。なお、この話で出した最高スコアは200点である[100]。
- 不動産情報にも詳しく、部下の丸井ヤング館（元・寺井洋一）にアドバイスをしたことも何度かある。また、両津にも一戸建てを買うよう強く勧めたことがある。葛飾署の署員の中で最も不動産に詳しいため、「不動産の鬼」とも呼ばれているらしい。
- 国債、MMC（市場金利連動型預金）、CD（譲渡性預金）など利殖にも詳しく、臨時収入があった時には二年物の国債がいいと両津に強く勧めたことがある。
- 両津によると、若者の趣味に興味を示さないようでいて敏感であるらしく、時代やそれに伴う作風の変化により、両津たちのやっているゲームなどを共にプレイすることも増えてきた。
- 趣味は多いものの活動の幅が狭いため、中川の薦めた交友関係や思考の広さを再確認するセルフアレジメントでは、項目が1枚の紙に書き切れず世界地図並みとなった両津に比べ、大原は項目が8つしかなくバカにされた。その後項目を増やそうとするが、2つしか項目が増えず発電所の地図記号のような形になったため、両津から「人間発電所」呼ばわりされた[注 47]。
- 一時期妻の要望でバラを栽培していたが、それが早矢をはじめとする婦警達の人気を得たため、庭をローズガーデンにした。さらにそのローズガーデンが地元の女性達や全国の薔薇愛好家（主に美人女性）の人気を得たために、趣味をローズ中心の洋風に変え、家の外観も洋風にし、庭全体をローズガーデンにするため池を埋め松の木を切り倒して、40年間育てた盆栽を全て燃えるごみに出し、バラ王子「ローザリアン・ムッシュ大原」と名乗ったことがある。その際警察署の入り口付近もローズガーデンに変えている[101]。両津の勧めで出場したバラ園芸のコンテスト「世界ローザリアン選手権」で優勝したこともあった[102]。
- 演歌を聞くことも好きであるが、CDの使い方を知らないため、カセットテープ版を買って聞いている（実際に麗子が買って来たMDラジカセを使いこなせなかった）。また、昔は普通のラジカセも使いこなせておらず、両津のラジカセにカセットテープを逆に入れて壊したことがあり、ビデオの予約録画もできない[103]。しかし日常生活の場ではそのような機械音痴であるにもかかわらず、前記の通り乗り物の操縦については高度な技術を持っている。
- 詩吟に凝っていた時期もある。しかし、大原の声のあまりの酷さにニコニコ寮が全壊したこともある。
- 趣味というわけではないが、必要に迫られてポケットモンスター 緑とピアノをやったことがある。前者は孫の大介のポケモンのデータを誤って消してしまったり、他にもさくらから預かったたまごっちは丸一日放置してしまい死なせてしまい、両津に何とか元に戻して欲しいと泣きついている。元来ゲーム機などは「所詮は子供のおもちゃ」と軽く考えていたために失敗することが多く、それらを取り戻すためにポケモン関連の攻略本や両津のアドバイスで全151種類中118種類までを3日間で集めることに成功した[注 48]（両津に5万円で安易に代行を頼むが、両津は日頃からゲームを馬鹿にしている大原に、「実際にゲームをやらせた方が5万円をもらうより面白い」という理由で断っている）[24]。後者は2回やったことがあり、1回目はテレビ番組で500万円相当の賞品獲得のため、未経験者でありながら暗譜のピアノ演奏をすることになり、麗子や麗子の知人の世界的ピアニストの指導で10日間の練習を重ね、本番では失敗すれば罰金50万円という極度のプレッシャーの中、応援席にいた両津のくしゃみとオナラのせいで、それまで暗記していた音譜を忘れてしまい、パニック状態に陥ったが、奇跡的に最後まで失敗せず演奏を終えることができた[104]。2回目は両津とのデュオ演奏をしたが、伴奏が全然進まないことに腹を立てた両津にイスを投げつけられて喧嘩になり、失敗した[105]。
- さまざまなことで両津のことを無知であると馬鹿にする場合が多いが、分野によっては知識が両津と同レベル、あるいは大して変わらないにもかかわらず貶したことがある。美術では、両津は有名なピカソぐらいしか知らないと思っていたが、大原本人もフェルメールやジョン・エヴァレット・ミレーなどの著名な画家を知らず、美術に詳しい中川・麗子・本田の話についていけなかった[106]。また、歌舞伎においても、全く歌舞伎を見たことのない両津を散々に貶していたが、実は大原は若干見に行ったことがあるぐらいの初心者であり、解説のイヤホンガイドを借りていたり、また長い演目の中の一幕だけを見る一番安い席でしか見たことがない程度であった。そのため大原を見返すために夏春都や檸檬について歌舞伎を学び、ある程度詳しくなった両津と共に歌舞伎を見に行った際には、自らの無知で恥をかいたり、知ったかぶりをしたり、さらには両津に騙されて桟敷席から掛け声を掛けてしまう[注 49]ほどであった[107]。
- 焼き物にもかなりうるさいと豪語していた。両津の実家から出てきた焼き物を鑑定することになった時は、見もせずに全て偽物だと判断し、ひどく貶していた（が、本当に偽物だった）。それを見た中川は大原を驚かすため、密かに美術館が所有している本物の品物とすり替えてのドッキリを企画するが、大原は両津の品というだけで頭から偽物と決め付けるため、井戸茶碗、本阿弥光悦の白楽茶碗、柿右衛門の皿などの本物をことごとく偽物だと一蹴する。そのため中川がとうとうドッキリを仕掛けようとしたことを告白するが、大原はそれも両津が仕組んだ芝居だと決め付け、国宝の長次郎の黒楽茶碗を「子供騙し」と評して投げて割ってしまう。その後、品物が全て本物だったことを知り、自信を喪失する。さらに自分が師事していた鑑定士が実は詐欺師で、買わされた焼き物も全て偽物だったことが判明し、両津からお返しと言わんばかりに馬鹿にされてしまう[注 50]。後日、自宅にあった偽鑑定士の著書と焼き物を全て処分した[108]。会社のお金を紛失して困っていたところを両津に助けられたサラリーマンに「お礼の500万円を両津に渡してほしい」と500万円を受け取ったが、両津に内緒でその500万円を骨董品店で焼き物の名品を購入するために使ってしまう[注 51]。数日後、そのサラリーマンが派出所までお礼に来て500万円のことを両津に知られてしまう。さらにテレビでその骨董品店の主人が実は詐欺師で、名品の偽物を500万円で買ったことが両津達にバレてしまう[注 52][109]。
- 絵本についてもゲームやアニメに近い考えを持ち、孫に何度も読むのをせがまれたのが原因とはいえ、中川グループがスポンサーになっている大人から子供まで親しまれる絵本を全否定しており、見かねた両津達の策によって中川グループが作ったテーマパークに連れてこられ、小さくなったと吹き込まれたことがある。

### その他
- 最初期から一貫して道徳を重んじる性格だが[注 53]、中期からは短気な面がだんだん強調されるようになり、移り変わりの激しい軽いキャラクターへ移行していった。
- 両津は大原の顔は怒っている顔か普段の無表情な顔しか浮かばないと語る。だが麗子は、「大原は本来は温厚な性格」と言っている[110]。
- 美人に頼まれると仕事中でも酒を飲む（この時は両津が大原の酒乱を宥めている[注 54]）[111]。
- 派出所に女子大生が来ていると両津に告げられ（実はそれと知らず両津と戸塚が連れてきた娘のひろみ）、大喜びで涎まで垂らして会いに行ったことがある[20]。
- 戸塚が見つけた賞味期限切れのチョコレートを、両津に「太田裕美と岡田奈々を足したような容姿の女子高生から大原にバレンタインデーにあげてと言われて」と騙され、自分の顔を鏡で見て自己満足しながら涙を流して喜び、「女学生のかおりがただよう…」と呟きながらチョコレートを食べたことがある[112]。
- 派出所にやってきた犬が大量の現金が入ったカバンを拾ってきて、持ち主が見つかった後に持ち主が犬に対して現金200万円を渡したため、お金が欲しいあまりに両津・中川・戸塚の3人と一緒に犬に豪華な待遇をしたことがある[113]。
- 両津が当ててきた大万馬券の払戻金を、派出所の床に置いて両津が裸で寝転がっているのを見て、大原も一緒にパンツ一丁で転がる[114]。競馬好きの兄に馬券の購入を頼まれて競馬場をうろついていた時に、「7万あればいい盆栽が買える」と競馬に手を出し、さらに馬券の購入が両津に目撃されたことをネタにゆすられてしまう[115]。
- ヤクザの宴会を止めに入った両津が高級酒につられて一緒に宴会し、大原も一緒にカラオケ宴会に加わる[116]。
- 両津の仕掛けたアダルトビデオをビデオデッキに入れて見ようとする[117]。
- オヤジギャグ（主にダジャレ）を連発する。これが元で婦警たちに気に入られることに[35]。
- 磯鷲早矢に対し、軽い恋愛的な感情を持っているようである。早矢から磯鷲家の花見に招待された時は浮気の妄想をして鼻血を出し[118]、酔った早矢と渋谷で迷った際にはホテル街に辿り着いてしまい、さらに早矢に寄りかかって寝られた際は危うく一線を超えそうになった[119]。前述のように妻に嘘をついて、祇園祭に行ったのも早矢の発言を妄想したのが発端である。また、高級毛筆を特典の早矢の毛筆指導を受けるために購入している。なお、早矢には前述のオヤジギャグが特にウケている[35]。
- 罰ゲームでパンストを頭にかぶって日本刀を持ち、犬を抱いて日銀本店に侵入してニュースの事件にされている[120]。
- 屯田とともに過激な漫才を本庁の会議でやって、懲戒処分の対象となる[121]。
- アニメ版では、聖羅刑事に女子高生のコスチュームを着るように言われ両津たちが戸惑っている時に抵抗なく着用していた。さらに、女子高生のコスチュームが置きっぱなしにされていた際には、隠れてそれを自分から着用したうえ、化粧までしていた[122]。また美少女刑事（アニメ版ではプロファイリング刑事）が、白鳥の湖のバレエ服を連想させる服装の着用を命令した際、これも聖羅刑事の時と同く、何の抵抗もなく着用していた[123]。
- 屯田署長共々、海パン刑事については「服装面に問題がある」として快く思っていない[124]（ただし、階級は大原巡査部長より海パン刑事のほうが上（警部補）であり、原作でも第76巻第2話当初は部長は海パン刑事に対して敬語を使っていた）。

## 演じた人物
- 『バンビーノ レースンカーチェイス』のCM:富田耕生
- 1985年のアニメ版:北村弘一
- テレビアニメ版:菱谷紘二（第1話 - 第15話）→佐山陽規（第16話以降）
テレビアニメ版の大原は菱谷紘二が演じていたが、菱谷が体調を崩したため第16話以降は佐山陽規が演じた。
- 舞台版:柴田秀勝（1999年）→原金太郎（2001年）→佐山陽規（2003年、2006年）→俵木藤汰（2016年）
- 実写映画版・ドラマ版: 伊武雅刀